# 캐시디 레만
캐시디 레만(Cassidy Lehrman, 1992년 1월 26일 ~ )은 미국의 배우, 텔레비전 배우, 영화배우이다.
시애틀에서 태어났다.

## 영화
- 어 싱글 우먼 (2008년)
- 길모어 걸스 (2000년)